# ماکسمووشچزنا
ماکسمووشچزنا (به لاتین: Maksymowszczyzna) یک روستا در لهستان است که در گمینا چژه واقع شده‌است.